# DE-CIX
DE-CIX（独: Deutscher Commercial Internet Exchange）は、フランクフルト・アム・マインに本部をおく、世界最大のインターネットエクスチェンジを運用するドイツの企業体である。

## 概要
DE-CIXは今日、ヨーロッパ・アフリカ・北アメリカ・中東・インドと東南アジアなど40以上の都市圏と地域・100カ国600都市以上でピアリング、クラウドおよび相互接続サービスを提供することで知られる。

### 歴史
DE-CIXは1995年の秋に3社の小さなISPの連合という形で創業された。最初の所在地はフランクフルト市内の元郵便局の建物内で2Mbit/sの回線速度を提供していた。この郵便局の建物は当時ドイツテレコムのデータセンターが入っており、他社との通信に最大通信速度32Mbit/sの光ケーブルを敷いていたから選ばれたと言われている。